# Brachyscome cuneifolia
Brachyscome cuneifolia là một loài thực vật có hoa trong họ Cúc. Loài này được Tate mô tả khoa học đầu tiên năm 1889.